# Ed Love
Edward H. Love dit Ed Love (24 mai 1910, Pennsylvanie - 6 mai 1996, Valencia, Californie) était un animateur américain ayant travaillé dans plusieurs studios dont les studios Disney.

## Biographie
Après avoir débuté aux studios Disney dans les années 1930, il participe à de nombreux projets d'importance comme le développement de la couleur sur Des arbres et des fleurs (1932) ou l'animation de Mickey Mouse dans Fantasia (1940). Il travaille tout d'abord sur les Silly Symphonies en couleurs jusqu'en 1933 puis à partir de 1937 on le retrouve sur les séries de Mickey Mouse et Donald Duck.

En 1942, il quitte le studio Disney pour travailler auprès de Tex Avery pour la Metro-Goldwyn-Mayer puis Walter Lantz.
Il interromps sa carrière entre 1949 et 1960. Il essaye alors de travailler avec Chuck Couch mais dès 1961, il intègre le studio Hanna-Barbera. Il travaille alors sur plusieurs séries dont Les Pierrafeu, Les Jetson et Roquet belles oreilles. Dans les années 1980, on le retrouve sur la série Les Schtroumpfs
Dans les années 1990, il change de studio. Il travaille chez DIC sur plusieurs épisodes de la série Les Aventures de Sonic (1993-1996).
Il décède en 1996.
À la fin des années 1990 il est crédité d'une participation à Fantasia 2000 (1999) en raison de la réutilisation de la séquence de l'Apprenti Sorcier de Fantasia.

## Filmographie

### Animateur chez Disney
- 1932 : Des arbres et des fleurs
- 1932 : Le Roi Neptune
- 1932 : Les Enfants des bois
- 1932 : Bugs in Love
- 1932 : L'Atelier du Père Noël
- 1933 : Birds in the Spring
- 1933 : Old King Cole
- 1933 : L'Arche de Noé
- 1933 : Au pays de la berceuse
- 1933 : The Pied Piper
- 1933 : The Night Before Christmas
- 1937 : Les Revenants solitaires
- 1937 : Vacances à Hawaï
- 1937 : Amateurs de Mickey
- 1938 : Moth and the Flame
- 1938 : L'Ange gardien de Donald
- 1938 : Bons scouts
- 1938 : Les Neveux de Donald
- 1938 : Trappeurs arctiques
- 1938 : La Remorque de Mickey
- 1938 : Chasseurs de baleines
- 1939 : Donald le chanceux
- 1939 : Scouts marins
- 1939 : Chasseur d'autographes
- 1939 : Agent Canard
- 1939 : Dingo et Wilbur
- 1940 : Donald le riveur
- 1940 : Colleurs d'affiches
- 1940 : Le Remorqueur de Mickey
- 1940 : Le Rêve de Pluto
- 1940 : Pluto resquilleur
- 1940 : Le Voyage de Mickey
- 1940 : Fantasia
- 1940 : Donald fait du camping
- 1940 : Donald capitaine des pompiers
- 1941 : Donald bûcheron
- 1941 : Donald cuistot
- 1941 : Donald garde-champêtre
- 1941 : Donald fermier
- 1941 : Bonne nuit Donald
- 1941 : Mickey bienfaiteur
- 1942 : Donald Gets Drafted
- 1999 : Fantasia 2000

### Animateur pour Metro-Goldwyn-Mayer et Walter Lantz
- 1942 : Blitz Wolf
- 1942 : The Early Bird Dood It!
- 1943 : Dumb-Hounded
- 1943 : Red Hot Riding Hood
- 1943 : Who Killed Who?
- 1943 : One Ham's Family
- 1943 : What's Buzzin' Buzzard?
- 1944 : Screwball Squirrel
- 1944 : Batty Baseball
- 1944 : Happy-Go-Nutty
- 1944 : Big Heel-Watha
- 1945 : The Screwy Truant
- 1945 : Jerky Turkey
- 1945 : The Shooting of Dan McGoo
- 1945 : Swing Shift Cinderella
- 1945 : Wild and Woolfy
- 1946 : Lonesome Lenny
- 1946 : The Hick Chick
- 1946 : Northwest Hounded Police
- 1946 : Henpecked Hoboes
- 1947 : It's a Grand Old Nag
- 1947 : Hound Hunters
- 1947 : Red Hot Rangers
- 1947 : Woody, the Giant Killer
- 1948 : The Playful Pelican
- 1948 : Wild and Woody!
- 1949 : Drooler's Delight

## Récompenses et nominations
- Motion Picture Screen Cartoonists Awards en 1984